# Francesc Juncà i Querol
Francesc Juncà i Querol (auch Francesc Joncar i Querol und spanisch Francisco Juncá y Carol, * 28. November 1742 in Sabadell; † 19. Juni 1833 in Girona) war ein katalanischer römisch-katholischer Priester, Kapellmeister und Komponist.

## Leben und Werk
Francesc Juncà wurde musikalisch an der Escolania de Montserrat ausgebildet.
Bereits in jungen Jahren war er stellvertretender Kapellmeister an der Barceloneser Kirche Santa Maria del Mar. 1769 bewarb er sich um die Stelle des Kapellmeisters von Las Descalzas Reales in Madrid. Diese Stelle konnte er nicht realisieren. Er versuchte auch vergeblich die Stelle des Kapellmeisters an der Kathedrale von Màlaga zu erlangen. 1774 wurde er Kapellmeister an der Kathedrale von Girona als Nachfolger von Manuel Gònima. 1780 wurde er zum Kapellmeister der Kathedrale von Toledo ernannt und verblieb dort bis 1792. Auf königlichen Erlass hin wurde er zum Kanoniker und Musikkurator an der Kathedrale von Girona ernannt.
Er komponierte im Wesentlichen Motetten, Psalmen, Messen und Oratorien. Seine Werke werden in den Archiven der Kathedrale von Girona, der Kathedrale von Toledo, im Kloster El Escorial, in der Bibliothek des Palacio Real und in der Biblioteca de Catalunya aufbewahrt.